# Renia maera
Renia maera är en fjärilsart som beskrevs av Druce 1891. Renia maera ingår i släktet Renia och familjen nattflyn. Inga underarter finns listade.